# Ambrosia (gastronomía)
La ambrosia es una variante de la tradicional ensalada de fruta. Contiene crema agria o nata endulzada (o whipped topping) mezclada con yogur, piña, mandarina y coco. Algunas versiones también llevan cerezas al marrasquino, plátano, fresa o malvaviscos pequeños. La mezcla se refrigera unas horas antes de tomarla.

## América del Sur
En el sur de América hay una receta de Ambrosía muy distinta de la anterior, pues está hecha principalmente con yemas de huevo, almendra molida y azúcar, muy al estilo de los viejos dulces españoles del sur, donde los vinos de Jerez se clarificaban con clara de huevo y sobraba gran cantidad de yemas. Probablemente es una receta que llegó de la península, quizá con otro nombre